# Пекоза
Пекоза (мар. Шопкер) — деревня в Волжском районе Республики Марий Эл (Россия), в составе Обшиярского сельского поселения.

## География
Находится в 12 километрах к северо-западу от центра поселения — деревни Полевая, на противоположном берегу реки Илеть относительно деревни Полевая. Расстояние по автодорогам составляет 50 км, ехать приходится через Кужмару и Кожласолу. Расстояние по автодорогам до Волжска составляет 65 км.
По данным И. С. Галкина и О. П. Воронцовой, марийское название Шопкер означает «Осиново», официальное название Пекоза — это марийское имя собственное.

## История
Возникновение деревни связано с коллективизацией — в 1928 году здесь стали селиться раскулаченные крестьяне окрестных деревень. В 1929 году в деревне появился колхоз «Трудовик», в который также вошли крестьяне некоторых соседних деревень. Колхозники занимались овощеводством, пчеловодством. Были построены молочно-товарная ферма, кроликоферма, мастерская бондарей, столовая. В 1938 году основана Пекозинская начальная школа.
В годы Великой Отечественной войны на фронт ушло 19 жителей деревни, не вернулись 8. В 1950-х годах деревня входила в состав колхоза «Путь Ленина».
В 1969 году деревня была электрифицирована, построен магазин, а в 1972 году проведено уличное освещение.

## Население
| 2002 | 2010 |
| ---- | ---- |
| 11   | ↗22  |

Согласно переписи 2002 года в деревне проживало 11 человек (марийцы — 91 %), по данным текущего учёта — 24 человека (из них 15 пенсионеров) в 19 домах. По переписи 2010 года — 22 человека (11 мужчин, 11 женщин).

## Инфраструктура
Ныне объектов социальной сферы в деревне нет. Жители пользуются колодезной водой, занимаются земледелием и скотоводством на приусадебных участках. Нового строительства не ведётся.